# Gregor Mendel
Gregor Mendel (Heinzendorf, Imperi Austríac, 20 o 22 de juliol de 1822-Brünn, Imperi Austrohongarès, 6 de gener de 1884) fou un religiós de l'Orde de Sant Agustí i naturalista, professor de ciències naturals a l'escola primària de Brno, que va dur a terme experiments d'hibridació cultivant pèsols, fent encreuaments per pol·linització artificial. Tot això ho va publicar en la seva obra de 1865 Versuche über Plflanzenhybriden (Experiments d'hibridació en plantes), en què descrigué la transmissió de caràcters d'una generació a una altra en algunes espècies i varietats de Pisum (pesoleres). En aquell moment no tingué pràcticament gens d'impacte, malgrat algunes citacions en una obra de Wilhelm Olbers Focke. No fou fins al 1900, setze anys després de la mort de Mendel, que el seu treball fou redescobert de manera simultània pels botànics Hugo de Vries, Carl Correns i Tschermak, per la qual cosa avui és considerat el pare de la genètica.

## Biografia

Escut d'armes de Gregor Mendel com abat de Sant Tomàs de Brno

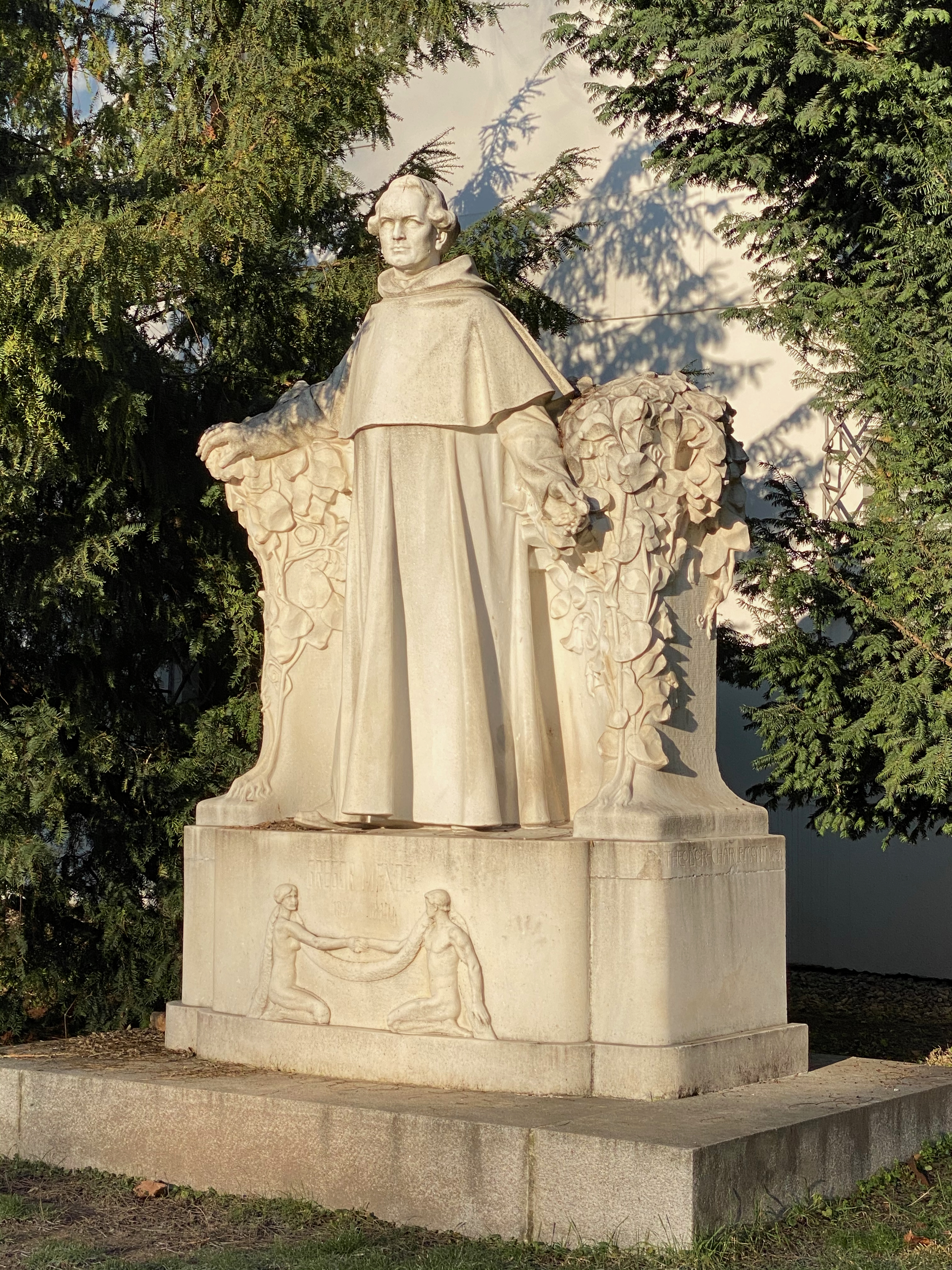
Estàtua de Gregor Mendel al monestir de Brno

Gregor Mendel va néixer el 20 de juliol de 1822 a la vila de Heinzendorf (avui dia Hynčice, al nord de Moràvia, República Txeca), llavors província austríaca, i fou batejat amb el nom de Johann Mendel.
Fill d'Anton i Rosine (Schwirtlich) Mendel, dues germanes: Veronika, més gran que ell, i Theresia, més jove. Vivien i treballaven en una granja propietat de la família durant almenys 130 anys, i que ara és el museu Mendel. Durant la seva infantesa, Mendel va treballar com a jardiner i va estudiar apicultura, i de jove va assistir al Gymnasium de Troppau (actual Opava, República Txeca). De 1840 a 1843, va estudiar filosofia pràctica i teòrica i física a l'Institut Filosòfic de la Universitat d'Olmütz (ara Olomouc, República Txeca), havent de descansar un any per malaltia. També va lluitar econòmicament per pagar els seus estudis, i Theresia li va donar el seu dot. Més tard va ajudar a mantenir els seus tres fills, dos dels quals es van convertir en metges.
Per recomanació del seu professor de física, el pare Friedrich Franz, va ser acceptat com a postulant pels ermitans de l'Orde de Sant Agustí de l'Abadia de Sant Tomàs a Brno (aleshores Brünn) el 1843, quan l'abat era fra F. Cyril Napp, un naturalista entusiasta, membre de diverses societats agrícoles i científiques locals. Es feu postulant per obtenir una educació sense haver de pagar-se-la. Del 1845 al 1848 va estudiar teologia a l'Escola Teològica Episcopal de Brno i el 1845/46 també va estudiar economia, cultiu d'arbres fruiters i viticultura a l'Escola Filosòfica de Brno. Allà va aprendre la tècnica d'encreuament, selecció i propagació de llavors de Franz Diebl. El 6 d'agost de 1847 va ser ordenat sacerdot. Com que els seus superiors van veure que s'interessava més per la ciència que per la pastoral, el 1849 li van donar una feina com a professor suplent en una escola de secundària a Znojmo, on va ensenyar matemàtiques i grec, però l'any següent va suspendre l'examen per ser professor tituar. El 1851 entrà a la Universitat de Viena, on estudià història, botànica, física, química i matemàtiques. Allà començà diverses anàlisis sobre l'herència de les abelles. Mendel va tornar a la seva abadia el 1853 com a professor, principalment de física. L'any 1856 es va presentar a l'examen per convertir-se en professor certificat i va suspendre novament la part oral. El 1868 va convertir-se en l'abat del monestir a la mort de Napp, el seu predecessor.
Mendel fou titular de la prelatura de l'Imperial i Reial Orde Austríac de l'emperador Francesc Josep I d'Àustria, director emèrit del Banc Hipotecari de Moràvia, fundador de l'Associació Meteorològica Austríaca, membre de la Reial i Imperial Societat de Moràvia i Silèsia per a la Millora de l'Agricultura, Ciències Naturals, Coneixements del País i jardiner. Entre 1856 i 1863 va dur a terme, a l'hort de l'Abadia de Sant Tomàs de Brno, els seus famosos experiments amb pèsols que el van portar a proposar el que després es va conèixer com a lleis de l'herència de Mendel. Durant vuit anys va estudiar 28.000 plantes de pèsols per registrar sistemàticament com es transmetien d'una generació a l'altra els trets dels pèsols i les seves variants creuades.
Mendel presentà els seus treballs a les reunions de la Societat d'Història Natural de Brno el 8 de febrer i el 8 de març de 1865, i els publicà posteriorment amb el títol d'Experiments sobre la hibridació de les plantes el 1866 a les actes de la Societat. Els seus resultats foren ignorats completament, i passaren més de trenta anys perquè els reconeguessin i els entenguessin. Curiosament, el propi Charles Darwin no coneixia el treball de Mendel, segons afirma Jacob Bronowski a la seva obra L'ascens de l'home.
En tipificar les característiques fenotípiques (aparença externa) dels pèsols els anomenà «caràcters». Feu servir el nom «element» per referir-se a les entitats hereditàries separades. El seu mèrit rau en adonar-se que als seus experiments (varietats de pèsols) sempre ocorrien en variants amb proporcions numèriques simples.
Els «elements» i «caràcters» han rebut posteriorment molts noms, però avui dia es coneixen de manera universal amb el terme de «gens», suggerit el 1909 pel biòleg danès Wilhelm Johannsen. I, més acuradament, les versions diferents d'un gen responsables d'un fenotip particular s'anomenen «al·lels». Els pèsols les llavors dels quals són verdes i grogues corresponen a diferents al·lels del gen responsable del color de les llavors.
Mendel morí el 6 de gener de 1884 a Brno a causa d'una nefritis crònica.

## Herència dels caràcters de Mendel
Les lleis de Mendel, o de la genètica mendeliana, o regles de Mendel, tot i que no foren enunciades com a tals en l'escrit de Mendel, són el conjunt de lleis en què s'associa la transmissió de caràcters d'una generació a la següent. Les lleis de Mendel van ser integrades en la teoria cromosòmica de l'herència atribuïda a Thomas Hunt Morgan l'any 1915. Es pot dir que van passar a formar el nucli de la genètica ortodoxa en molts textos de manuals d'educació primària i secundària.
Mendel usa termes com híbrid, i introdueix i crea la idea de caràcters dominants i caràcters recessius. Mendel escull deliberadament set caràcters que mostraven dominància o recessivitat clara.
- Primera llei o "llei de la uniformitat dels híbrids de la primera generació filial": En encreuar dos individus purs, un amb caràcter dominant i l'altre amb un caràcter recessiu, tots els descendents són del tipus dominant.
- Segona llei o "llei de segregació de la segona generació filial": En encreuar dos individus híbrids dels obtinguts en el primer creuament, Mendel descrigué que el caràcter recessiu tornava a aparèixer en un de cada quatre individus. Un altre aspecte apuntat per Mendel és l'absència d'individus amb caràcters intermedis.
- Tercera llei o "llei de l'herència independent de caràcters": quan es controlen dos caràcters diferents i s'hibriden individus, els dos caràcters es comporten –es transmeten– de manera independent. Mendel va estudiar el comportament de dos caràcters al mateix temps: el color (groc o verd) i la textura (llisa o rugosa), partint d'homozigòtics grocs i llisos (AABB) i verds i rugosos (aabb). En els primers híbrids obtenia una descendència uniforme groga i llisa. En la segona generació híbrida obtenia totes les combinacions possibles de caràcters: 9/16 de grocs llisos, 3/16 de grocs rugosos, 3/16 de verds llisos i 1/16 de verds rugosos.

Alguns autors obvien la primera llei de Mendel i, per tant, anomenen «primera llei» el principi de la segregació i «segona llei» el principi de la transmissió independent (per a aquests mateixos autors, no n'hi ha una «tercera llei»).

## Experiments de Mendel

Els set caràcters que va observar G. Mendel en les seves experiències genètiques amb els pèsols.

Mendel va iniciar els seus experiments triant dues plantes de pèsols que diferien en un caràcter, va creuar una varietat que produïa llavors grogues amb una altra que produïa llavors verdes; aquestes plantes formen l'anomenada generació parental (P).
Com a resultat d'aquest encreuament es van produir plantes que produïen llavors grogues; va repetir els encreuaments amb altres plantes de pèsol que diferien en altres caràcters i el resultat era el mateix, es produïa un caràcter dels dos en la generació filial. Al caràcter que apareixia el va anomenar caràcter dominant i al que no, caràcter recessiu. En aquest cas, el color groc és un dels caràcters dominants, mentre que el color verd és un dels caràcters recessius.
Les plantes obtingudes de la generació parental es denominen en conjunt primera generació filial (F1).
Mendel va deixar que s'autofecundessin les plantes de la primera generació filial i va obtenir l'anomenada segona generació filial (F2), composta per plantes que produïen llavors grogues i per plantes que produïen llavors verdes en una proporció aproximada de 3:1 (tres de llavors grogues i una de llavors verdes). Va repetir l'experiment amb altres caràcters diferenciats i va obtenir resultats similars en una proporció de 3:1.
A partir d'aquesta experiència, va formular les dues primeres lleis.
Més endavant va decidir comprovar si aquestes lleis funcionaven amb plantes diferenciades en dos o més caràcters, per això va triar com a generació parental plantes de llavors grogues i llises i plantes de llavors verdes i rugoses.
Les va creuar i va obtenir la primera generació filial, composta per plantes de llavors grogues i llises, amb la qual cosa la primera llei es complia; en la F1 apareixien els caràcters dominants (grocs i llisos) i no els recessius (verds i rugosos).
Va obtenir la segona generació filial autofecundant la primera generació filial i va obtenir llavors de tots els estils possibles, plantes que produïen llavors grogues i llises, grogues, verdes i rugoses; les va contar i ho va provar amb altres varietats, s'obtenien amb una proporció 9:3:3:1 (nou plantes de llavors grogues i llises, tres de llavors grogues i rugoses, tres de llavors verdes i llises i una planta de llavors verdes i rugoses).